# New York City Police Department Auxiliary Police
La Police auxiliaire du Département de police de la ville de New York (NYPD Auxiliary Police) est un service de police de réserve, bénévole  et non armé, de la ville de New York, qui constitue une branche officielle du New York City Police Department (NYPD), la police de la ville de New York. Elle est composée de volontaires civils qui consacrent, sous uniforme officiel, une partie de leur temps libre à des activités policières diverses, principalement de quartier.

## Histoire
En 1950, la Loi publique no 920, intitulée « Loi de défense civile de 1950 » (The Civil Defense Act of 1950) et autorisant la mise en place d'un programme fédéral de défense civile, est votée par le 81e Congrès des États-Unis d'Amérique. En 1951, la législature de l'État de New York décrète la « Loi de défense d'urgence » (Defense Emergency Act), qui impose à la ville le recrutement et l'entraînement de gardes volontaires pour la Défense civile. Ceux-ci sont appelés à contrôler la circulation et la foule et à apporter une aide aux agents de police en cas d'urgence ou de désastre naturel. La loi pénale de l'État donne aux gardes de la Défense civile le statut de gardien de la paix[pas clair], dans l'éventualité d'un désastre naturel ou provoqué, d'une attaque ou durant des exercices d'entraînement.
En 1967, un décret exécutif du maire ferme le Quartier général de la Défense civile et confie l'entière responsabilité du programme de police auxiliaire au NYPD. En reprenant la direction du programme, le NYPD rebaptise « agents de police auxiliaires » les gardes de la Défense civile, abandonne l'uniforme en vigueur au profit de celui des agents de police et étend le champ des missions des volontaires. Durant les années 1960, alors que la criminalité augmente, les patrouilles auxiliaires, en uniforme de police, contribuent efficacement à prévenir les crimes.
En 1967, un décret exécutif du maire ferme les sièges sociaux de la défense civile, et confie l'entière responsabilité de la police auxiliaire au NYPD. Durant les années 1960, alors que le banditisme était à son apogée, les patrouilles auxiliaires, en uniforme de police, ont contribué à décourager et faire baisser la criminalité.
Deux semaines après les attentats à la bombe de 2005, à Londres, une nouvelle directive annonce que la ville de New York va instaurer un programme auxiliaire des transports à l'échelle de la ville. Le but poursuivi est réduire l'occurrence du crime et de combattre le terrorisme dans le système de transport de la ville.

## Structure
La Police auxiliaire du Département de police de la ville de New York est une agence civile de maintien de l'ordre.

## Cadre juridique
La juridiction de la Police auxiliaire du Département de police de la ville de New York est la ville de New York, dans l'État de New York (États-Unis). Elle couvre une superficie de 1 214,4 km2 et concerne 8 274 527 habitants. Elle est divisée en huit quartiers (boroughs) : Manhattan North, Manhattan South, Brooklyn North, Brooklyn South, Queens North, Queens South, Bronx et Staten Island. Elle comprend 76 districts (Precincts), douze districts des transports (Transit Districts) et neuf zones d'activité de la police du logement (Housing Police Service Areas).

### Droits des agents de police auxiliaire
Les agents de police auxiliaire peuvent porter et utiliser une matraque (Loi pénale de l'État de New York 265.20 b). Ils peuvent porter et utiliser des menottes lorsqu'ils sont en service ou hors service (Code administratif de la Ville de New York, 10-147). Ils peuvent arrêter les auteurs de crimes et délits (Acte de défense civile de l'État de New York, article 8, alinéa 105).
Les agents de police auxiliaire peuvent prodiguer des soins médicaux dans la mesure où ils sont formés pour cela. Les blessures en service sont considérées comme accidents du travail (Code administratif de la Ville de New York, Titre 14, Chapitre 1, section 14-147). Les agents de police auxiliaire reçoivent une allocation annuelle d'uniforme (Code administratif de la Ville de New York, Section 14-148). Ils bénéficient de la « règle de confraternité des agents » (fellow officer rule) et peuvent effectuer une arrestation pour un crime qui n'a pas été commis en leur présence, en se basant sur les informations d'un répartiteur ou d'un agent de police entendu sur une radio de police, ou sur celles données par un agent de police physiquement présent, en application de la jurisprudence « L'État contre Wilfredo Rosario » (The People & c., respondent, vs. Wilfredo Rosario, appellant).
Les agents de police auxiliaire peuvent faire usage de la force lors d'une arrestation, ou lorsqu'une personne fait usage de la force contre un agent ou une tierce personne (Manuel de formation de la NYPD Auxiliary).

## Rôle
Les agents de la Police auxiliaire aident le NYPD, en effectuant des patrouilles et en contrôlant le trafic et les mouvements de foule lors des accidents de la circulation, des incendies, des manifestations et autres évènements importants.
Les agents de police auxiliaire sont considérés comme « Gardiens de la paix à temps partiel sans formation à l'usage des armes à feu » par le Conseil de formation de la police municipale de la Division des services de justice criminelle de l'État de New York (NYS DCJS) et sont enregistrés comme gardiens de la paix dans le registre des gardiens de la paix de la NYS DCJS. Bien qu'ils soient bénévoles, les agents de police auxiliaire sont des employés de la ville lorsqu'ils sont en service et sont éligibles aux assurances sociales en cas de blessure en service. Les agents de police auxiliaire qui effectuent au moins le nombre minimal d'heures de travail requises, durant une année fiscale, reçoivent un chèque annuel d'allocation d'uniforme, servant à aider au paiement de nouveaux équipements et d'uniformes de remplacement
Les agents de police auxiliaire effectuent quatre types de tâches.
La première consiste à patrouiller de façon quotidienne dans leurs districts, districts de circulation, zone d'habitation ou zone d'activité des unités spéciales. La seconde est constituée par une présence policière en uniforme supplémentaire dans les parcs, les terrains de jeu, les piscines, les foires en plein air, les marchés aux puces, les fêtes de quartier, les centres commerciaux, les entrées et sorties de métro et les entrées et sorties d'école et d'église.
Les agents de police auxiliaire interviennent également pour réguler le trafic des piétons et des véhicules lors des défilés, des marathons et des concerts, ainsi qu'aux intersections, lorsque les feux de circulation sont hors service, sur les scènes d'accidents et lors des incendies. Cependant, ils ne peuvent interrompre la circulation que sur demande d'un agent de police régulière. Enfin, ils apportent leur appui à différents programmes, comme ceux d'identification locale (Precinct Identification Programs), de lutte contre le vol d'automobile (Combat Auto Theft Program), d'identification des vélos (Bicycle ID Program), de contrôle d'identité (Operation ID Program), de protection infantile (Kid Care Program) et de tatouage de véhicules (VIN Etching Program).
Les agents de police auxiliaire effectuent également des tâches administratives pour la police régulière. Ils peuvent participer aux missions d'escorte de personnalités.
Les agents de police auxiliaire augmentent la perception, par le public, de l'« omniprésence » de la police, en patrouillant à pied, dans des véhicules de police ou à bicyclette. Les agents de police auxiliaire portent un uniforme très voisin de celui des agents de police régulière et sont équipés de matraques, de gilets pare-balles et de postes de radio de police directement reliés au répartiteur central, aux autres agents de police auxiliaire et aux agents de police régulière. Ils possèdent également des torches, des sifflets, des menottes et des gilets réfléchissant pour la circulation. Leur badge est une étoile à sept branches, à la différence des agents de police régulière, qui portent l'écusson.
Les agents de police auxiliaire n'ont, à aucun moment, le droit de porter d'arme à feu lorsqu'ils sont en service dans la Ville de New York, même s'ils possèdent un permis de port d'arme. Dans d’autres juridictions de l'État de New York, certains départements de police autorisent leurs agents de police auxiliaire à porter une arme à feu. Ils ne doivent pas répondre aux appels concernant des cas d'utilisation d'armes létales ou d'autres circonstances pouvant mettre leur vie en danger. Ils ne peuvent pas effectuer de citations.
La présence de patrouille d'agents de police auxiliaire, leurs observations et leurs signalements d'incidents nécessitant une réaction de la police régulière, ainsi que leurs rapports avec le public, sont destinés à aider à la réduction de l'occurrence du crime et à améliorer les relations entre la police et la communauté.

### Statut des agents auxiliaires
En 2010, une controverse a lieu au sujet de l'attribution du statut de gardien de la paix aux agents de police auxiliaire. Selon la loi alors en vigueur, les agents de police auxiliaire n'ont pas le statut de gardien de la paix, sauf en cas d'urgence, lors d'un désastre naturel ou d'origine humaine. Cette loi est mise en question, en 2008, lorsque le gouvernement fédéral refuse les indemnités de décès aux familles des agents auxiliaires Eugene Marshalik et Nicholas Pekearo, tués en service commandé. Le refus est motivé par l'absence de statut de gardien de la paix des agents au moment de leur décès. Cette décision provoque alors de fortes critiques, et, à la suite d'un appel, le gouvernement fédéral change d'avis et approuve l'attribution des indemnités de décès. Afin de régler le problème, de nombreuses personnes, parmi lesquelles des politiciens et les présidents de l'APSBA et de la NYSAAP essaient d'obtenir le statut de gardien de la paix pour les agents de police auxiliaire, lorsque ces derniers sont en service.

## Recrutement et formation

### Recrutement
Les candidats à un poste d'agent de police auxiliaire doivent être citoyens américains ou résidents permanents pourvus d'un visa ou d'une carte d'enregistrement d'étrangers en cours de validité, être âgés de plus de 17 ans et de moins de 60 ans, habiter ou travailler dans la ville de New York et être en bonne condition physique. Ils subissent un dépistage sur l'usage d'alcool et de drogues et doivent signer un engagement à respecter la politique de tolérance zéro envers les drogues appliquée par le Département de police de la ville de New York. Ils doivent savoir lire et écrire l'anglais, ne pas avoir été arrêtés ou condamnés antérieurement à leur candidature.
Les candidats âgés de plus de 60 ans ne peuvent être recrutés que pour certaines tâches.

### Formation
Les recrues de la Police auxiliaire doivent suivre un Cours de formation élémentaire de la Police auxiliaire, d'une durée de 16 semaines. Celui-ci est intitulé « Formation de gardien de la paix à temps partiel ». Le Conseil de formation de la police municipale de l'État de New York exige que les recrues auxiliaires suivent et valident ce cours de formation avant de devenir agents de police auxiliaires. La formation dispensée durant ce cours comprend des enseignements en droit pénal, sciences de la police, droits d'un gardien de la paix, utilisation de la radio, autodéfense à mains nues, autodéfense à la matraque, premiers secours et procédures d'arrestations.
En 2008, le NYPD refond le cours de formation de façon à y inclure des enseignements sur la localisation et l'utilisation des points de compression, la gestion des situations de violence domestique, la sécurité des armes à feu et la vigilance envers le terrorisme. Des examens physiques et écrits ont lieu à l'issue de la formation. Après avoir suivi le cours de formation élémentaire et réussi les épreuves écrites et physiques, les agents de police auxiliaire novices reçoivent leur insigne et une carte d'identité de police, ainsi que leur matraque et un bon pour l'attribution initiale d'un uniforme.
L'État de New York impose à tous les agents de police auxiliaire de suivre un cours annuel de remise à niveau sur l'usage de la force avec la matraque, les procédures d'arrestation et l'égalité des chances dans l'emploi (Equal Employment Opportunity). Ce suivi est obligatoire pour que l'agent conserve son statut de gardien de la paix.
Les agents qui souhaitent opérer à bicyclette, avec des RMP ou des fourgonnettes doivent suivre une formation spéciale avant d'être autorisés à entrer en service. La formation est dispensée par l'« Unité de formation des conducteurs de l'académie de police » (Police Academy Driver Training Unit), sise à Floyd Bennett Field, à Brooklyn. Les voiturettes de golf, spécifiques à Central Park nécessitent également une formation spéciale pour être utilisées.
En 2008, 47 volontaires ont été recrutés par la Police auxiliaire et ont reçu leur badge le 18 juin 2008.

## Unités
Les unités de la Police auxiliaire du Département de police de la ville de New York sont classées en fonction de leur mission : patrouille de district (Precinct Patrol), bureau de la circulation (Transit Bureau), bureau du logement (Housing Bureau), unité de soutien des patrouilles auxiliaires (Auxiliary Patrol Support Unit), unité spéciale (Special Task Unit), patrouille des routes (Highway Patrol), unité portuaire (Harbor) et opération de police des mœurs sous couverture (Undercover Vice Ops).

### Patrouilles de district
Les agents patrouillent dans leurs districts respectifs. Lors des patrouilles à pied, la zone surveillée par l'agent est appelée « zone de patrouille » (Patrol Area). Elle est divisée en « postes piétons » (Foot Posts). Des patrouilles en RMP et à vélo ont également lieu.

### Bureau du logement
Les agents patrouillent dans leurs districts d'habitation (« zone de service de la police ») respectifs, assurant principalement une présence en uniforme dans les ensembles d'habitation de la ville de New York. Lors des patrouilles à pied, la zone surveillée par l'agent est appelée « zone de patrouille » (Patrol Area). Elle est divisée en « postes piétons » (Foot Posts). Des patrouilles en RMP et à vélo ont également lieu.

### Bureau de la circulation
Les agents patrouillent dans leurs districts de circulation respectifs. Lors des patrouilles à pied, la zone surveillée par l'agent est appelée « zone de patrouille » (Patrol Area). Elle est divisée en « postes piétons » (Foot Posts). Des patrouilles en RMP ont également lieu.

### Agents auxiliaires des Transports
Les agents auxiliaires des transports travaillent dans des districts du Bureau des transports (Districts). Ils sont équipés de radios de transport portatives. À la différence des districts de circulation, les districts de transport couvrent des kilomètres de métro souterrain. Les agents de police auxiliaire des transports bénéficient d'une formation supplémentaire assurée par l'Équipe du vandalisme du Bureau des transports (Transit Bureau Vandals Squad) et de la division anti-terroriste (Counter-Terrorism Division). Ceci permet d'améliorer la prise de conscience du vandalisme et du terrorisme dans le système de transport.
Les agents auxiliaires des transports sont associés, soit à un agent de police régulière, soit à un agent de police auxiliaire. La Police auxiliaire des transports effectue des inspections régulières des stations et des quais de métro auxquels elle est assignée. Il est pris note de tout comportement suspect. Les agents de la Police auxiliaire des transports sont également affectés à des postes fixes aux portillons, aux distributeurs de billets, aux mezzanines ou aux plateformes. Ils effectuent des inspections des rames de métro et des voyages sur les rames arrivant ou partant de leur affectation.
À cause de la fréquence des appels d'urgence médicaux dans les Transports, les agents de police auxiliaire des transports peuvent répondre aux urgences médicales, s'ils sont proches du lieu de l'incident et s'ils sont médicalement qualifiés. Le principal rôle de la Police auxiliaire des transports du NYPD, comme celui de la Police des transports du NYPD, est d'assurer une présence dans le réseau du métro,,.

### Unités de soutien des patrouilles auxiliaires
Ces unités correspondent, dans la Police auxiliaire, aux Unités de service d'urgence (Emergency Services Unit) du NYPD. Les agents auxiliaires portent le même uniforme que les agents réguliers des ESU du NYPD. Ils aident les ESU régulières lors des actions en conditions dangereuses, des sauvetages, des accidents de la route, des grèves, des routes bloquées, des désastres naturels et, plus généralement, lors d'appels pour lesquels les ESU sont nécessaires. Ces unités transportent, dans leurs véhicules, de nombreux outils spécialisés, des générateurs, de l'éclairage et autres dispositifs utiles lorsqu'elles apportent leur aide pour les tâches précédentes. Une unité de soutien des patrouilles auxiliaires peut recevoir et émettre à la fois sur les fréquences radio des districts et sur celle, étendue à toute la ville, de la Division des opérations spéciales (Special Operations Division). À la différence des unités de patrouille des districts, ces unités patrouillent un quartier entier, couvrant plusieurs districts. Leurs agents subissent une formation supplémentaire. Depuis septembre 2007, les patrouilles de ces unités sont suspendues, en représailles à l'enquête menée par le Bureau de sécurité et de santé des employés publics (Public Employee Safety and Health Bureau) du Département du travail de New York, concernant des activités discriminatoires contre l'APSU. Celle-ci s'était exprimée sur des questions de sécurité de la Police auxiliaire. On ne sait (2010) ni si, ni quand les patrouilles reprendront.

### Patrouilles des routes
Les agents de ces unités effectuent des patrouilles sur les routes, dans les parkings et sur les principales voies de circulation, dans toute la ville de New York. Leurs tâches principales sont l'assistance aux véhicules en panne et le contrôle de la circulation sur les lieux d'accidents ou d'incendies.
Les agents des patrouilles auxiliaires des routes portent le même uniforme que les agents réguliers des patrouilles des routes et effectuent leurs rondes dans des RMP d'agents réguliers, auxquels sont ajoutés la mention « Auxiliaire » (Auxiliary) de chaque côté, dans des RMP des patrouilles des routes de la Police auxiliaire, ou sur des motos portant l'inscription « Auxiliaire » (Auxiliary) de chaque côté. Tous les postulants à ces unités doivent avoir effectué cinq ans de patrouille avec la Police auxiliaire pour que leur candidature soit retenue. De plus, ils doivent être qualifiés pour conduire les véhicules et motos des patrouilles des routes.
La Police auxiliaire du Département de police de la ville de New York compte entre 30 et 60 agents affectés à ces unités.

### Unités spéciales
Leurs agents effectuent des patrouilles à l'échelle de la ville entière, dans les zones à forte criminalité, qui nécessitent une attention particulière et des patrouilles renforcées. Cependant, la tâche la plus caractéristique de ces unités est constituée par les déplacements qu'elles effectuent dans le Queens et à Brooklyn, lors d'évènements spéciaux, comme des concerts, des marathons, etc., afin d'accroître la présence policière. Elles ne sont pas cantonnées à un district ou un endroit particulier.

### Unités portuaires
Leurs agents effectuent des patrouilles sur les voies d'eau de la ville de New York. Ils doivent posséder une expérience maritime, comme celle obtenue dans les garde-côtes, l'armée ou autre.

### Opérations de police des mœurs sous couverture
Les agents dont l'âge ne dépasse pas 20 ans et six mois peuvent prêter assistance aux unités de police des mœurs du NYPD, dans le cadre des programmes « Amélioration de la qualité de la vie » (Quality of Life enforcement), qui s'occupe des ventes illégales d'alcool, des couteaux et de bombes de peinture. Excepté dans ces cas, les agents de la Police auxiliaire du NYPD ne sont jamais sous couverture (sauf circonstances particulières nécessitant l'autorisation du Commissaire de police ou du Commandant en chef de la Police auxiliaire) et patrouillent toujours en uniforme. Les agents qui ont reçu la « Formation mœurs » (Vice Training) nécessaire peuvent être affectés par leur commandement à des tâches sans danger, sous supervision d'agents de police régulière.

### Unité d'apparat
La police auxiliaire possède aussi une unité d'apparat, constituée d'un petit groupe d'agents auxiliaires.

## Effectifs
Plus de 4 500 agents de la Police auxiliaire, effectuent plus d'un million d'heures de service chaque année.

### Grades
Il y a sept grades (ranks) dans la Police auxiliaire du Département de police de la ville de New York.
| Titre                                                      | Insigne | Couleur de la chemise d'uniforme |
| ---------------------------------------------------------- | ------- | -------------------------------- |
| Chef assistant auxiliaire (Auxiliary Assistant Chief)      |         | Blanc                            |
| Chef adjoint auxiliaire (Auxiliary Deputy Chief)           |         | Blanc                            |
| Inspecteur auxiliaire (Auxiliary Inspector)                |         | Blanc                            |
| Inspecteur adjoint auxiliaire (Auxiliary Deputy Inspector) |         | Blanc                            |
| Capitaine auxiliaire (Auxiliary Captain)                   |         | Blanc                            |
| Lieutenant auxiliaire (Auxiliary Lieutenant)               |         | Blanc                            |
| Sergent auxiliaire (Auxiliary Sergeant)                    |         | Bleu foncé                       |
| Officier de police auxiliaire (Auxiliary Police Officer)   |         | Bleu foncé                       |

Il y a également, dans la Police auxiliaire, trois fonctions qui ne sont pas considérées comme des grades : Agent formateur de terrain (Field Training Officer), Agent administratif (Executive Officer) et Officier en chef (Commanding Officer).

### Syndicats
Actuellement (2010), les trois plus grands syndicats qui représentent les agents de la police auxiliaire du NYPD sont l'« Association des bénévoles de la police auxiliaire » (Auxiliary Police Benevolent Association), l'« Association bénévole des superviseurs de la police auxiliaire » (Auxiliary Police Supervisors Benevolent Association) et l'« Association de l'État de New York de la police auxiliaire » (New York State Association of Auxiliary Police), présidée (2010) par Glenn Kearney.

## Matériel

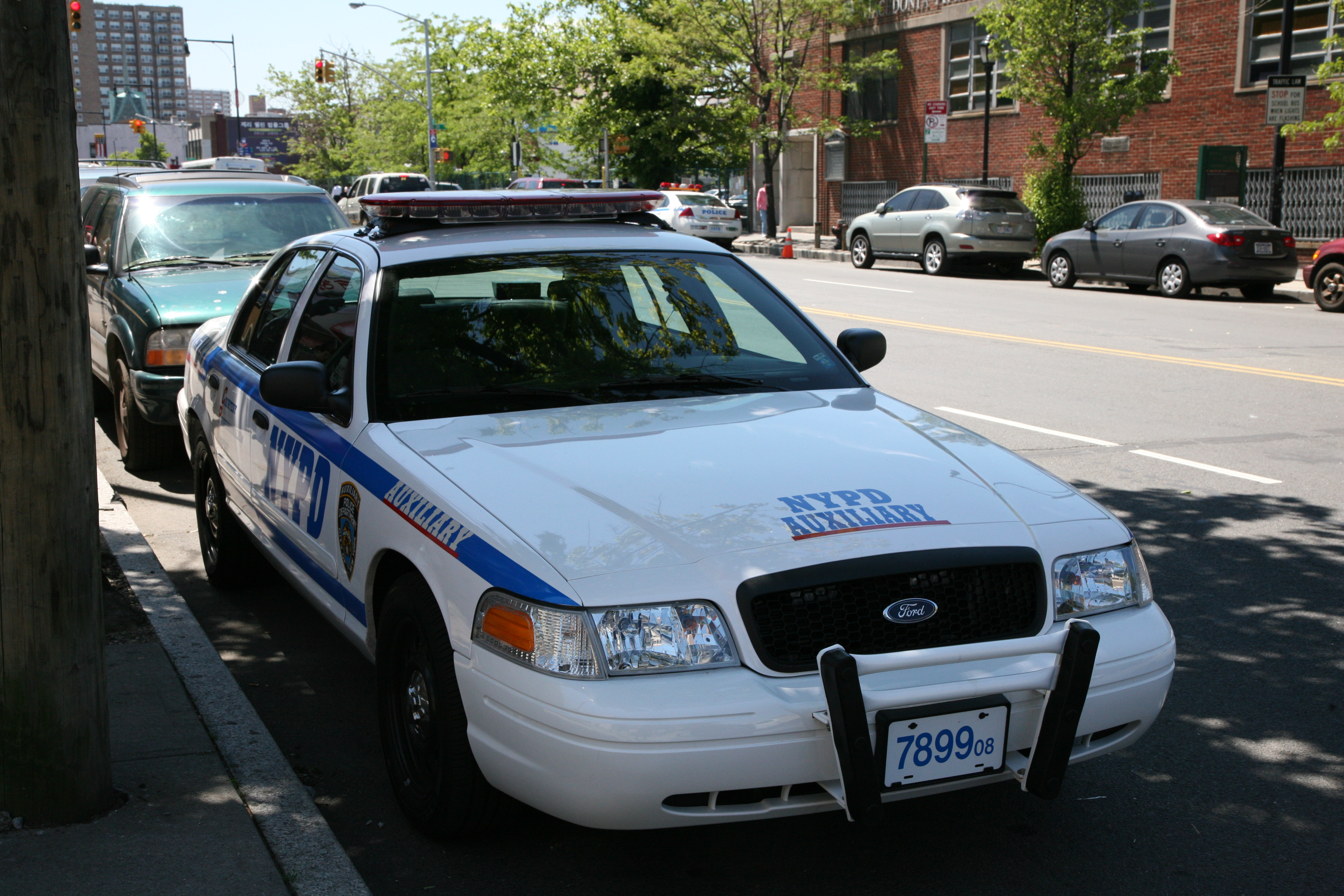
Véhicule de la NYPD Auxiliary à Flushing, Ville de New York

Les patrouilles sont les tâches les plus importantes dévolues aux agents auxiliaires. Différents types de patrouilles sont effectuées dans différents types de districts. dans presque tous les districts ont lieu des patrouilles à pied. D'autres utilisent des vélos ou des véhicules automobiles.

### Véhicules automobiles
La Police auxiliaire du Département de police de la ville de New York dispose d'environ 120 véhicules de police. Ceux désignés sous le nom de « Patrouilles motorisées en liaison radio » (Radio Motor Patrols) sont les plus courants.
Des fourgonnettes de 15 places sont utilisées pour les patrouilles de routine et le transport des agents. Des camions Ford Sauvetage/matériel sont utilisés par les Unités de soutien des patrouilles auxiliaires (APSU). Ils sont équipés de matériel de sauvetage et d'autres outils. Dans le district Central Park de Manhattan, des voiturettes policières de golf sont utilisées.
Dans la majorité des cas, les véhicules de police auxiliaire sont des véhicules déclassés, auparavant utilisés par des agents réguliers. Quand le véhicule atteint un certain kilométrage, il est retiré du service, et, soit vendu, soit repeint et donné à une unité de police auxiliaire. Les camions de secours des APSU sont des camions déclassés des ESU et les RMP des patrouilles auxiliaires des routes sont des RMP déclassés, précédemment utilisés par des agents réguliers des patrouilles routières. La plupart des commandements ont un seul RMP, mais certains en ont deux ou plus. Le nombre de véhicules d'un commandement dépend du nombre d'agents auxiliaires travaillant dans celui-ci et du nombre de véhicules supplémentaires dont dispose le NYPD. Les commandements qui ont des APSU ne disposent pas seulement de RMP auxiliaires, mais aussi de camions de secours et de fourgonnettes à passagers.
Les véhicules les plus anciens sont peints en bleu foncé ou noirs, avec des inscriptions blanches, à la différence des véhicules utilisés par les agents réguliers, qui sont blancs avec des inscriptions bleu clair. En 2008, le NYPD change la couleur de la peinture et des inscriptions des véhicules auxiliaires, qui deviennent blancs avec des inscriptions bleu clair, afin qu'ils ressemblent plus aux véhicules utilisés par les agents réguliers. L'objectif de ce changement de couleur est de camoufler la baisse des effectifs du département de police.
Les véhicules portent, sur leur plaque d'immatriculation, un numéro qui est celui de l'inventaire du Département de police de la ville de New York. Sur les ailes arrière du véhicule est porté le numéro d'inventaire de la police auxiliaire.

## Sécurité et risques
Le NYPD assure la sécurité de ses agents de police auxiliaire en exigeant qu'ils ne se placent pas dans des situations dangereuses, mais plutôt apprennent à s'éloigner immédiatement des dangers potentiels. Durant leur formation, les recrues s'entendent répéter que leur rôle est d'être « les yeux et les oreilles » du Département de police et qu'ils ne doivent pas faire appliquer la loi, à moins que ce ne soit absolument nécessaire. Bien qu'ils soient équipés de matraques et de menottes, les agents de police auxiliaire apprennent que leur arme la plus puissante est la radio de police, qui leur permet d'appeler des agents réguliers en renfort sur les lieux d'intervention. Les agents de police auxiliaire ne reçoivent pas de permis de port d'arme à feu et n'ont pas le droit d'en porter lorsqu'ils sont en service, même s'ils détiennent un permis par ailleurs.
Être un agent auxiliaire présente toujours un risque. Le 14 mars 2007, deux agents de police auxiliaire, Eugene Marshalik et Nicholas Pekearo, âgés respectivement de 19 et 27 ans, sont abattus lors d'une fusillade à Greenwich Village. La police auxiliaire du NYPD n'avait plus perdu d'agents en service depuis 1993.
Jusqu'au 26 mars 2007, le NYPD ne fournissait pas de gilets pare-balles aux agents auxiliaires, ni ne finançait leur achat. Mais, après la mort des agents de police auxiliaire Pekearo et Marshalik, le maire Michael R. Bloomberg et le commissaire Raymond W. Kelly demandent au conseil municipal de New York de prévoir au budget une somme de plus de 2,7 millions d'euros (3,3 millions de dollars) pour équiper les agents de police auxiliaire de gilets de niveau III A, du même type que ceux utilisés par les agents réguliers. Le 27 mars 2007, le conseil municipal approuve la proposition, qui permet d'équiper de gilets tous les agents auxiliaires.

### Morts en service
Depuis la création de la Police auxiliaire du Département de police de la ville de New York, sept agents sont morts en service.
| Nom de l'agent                                         | District             | Date de décès              | Cause de la mort       |
| ------------------------------------------------------ | -------------------- | -------------------------- | ---------------------- |
| Agent de police auxiliaire Roger McCottrie             | 32e                  | 11 septembre 1973          |                        |
| Sergent auxiliaire David Freed                         | Central Park         | Dimanche 31 août 1975      | Attaque à main armée   |
| Sergent auxiliaire Noel R. T. Faide                    | 1er district routier | Dimanche 29 janvier 1989   | Collision de véhicules |
| Sergent auxiliaire Larry L. Cohen                      | District routier     | Dimanche 29 janvier 1989   | Collision de véhicules |
| Agent de police auxiliaire Armando Rosario             | 46e                  | Mercredi 25 mars 1992      | Blessure par balle     |
| Agent de police auxiliaire Milton S. Clarke            | 52e                  | Mercredi 1er décembre 1993 | Blessure par balle     |
| Agent de police auxiliaire Nicholas T. Pekearo         | 6e                   | Mercredi 14 mars 2007      | Blessure par balle     |
| Agent de police auxiliaire Yevgeniy (Eugene) Marshalik | 6e                   | Mercredi 14 mars 2007      | Blessure par balle     |

## Décorations et rubans
Les décorations et rubans que le NYPD autorise aux agents auxiliaires sont les suivants :
- Médaille d'honneur (Medal of Honor). Elle est accordée pour des actes individuels de grande bravoure, accomplis intelligemment durant le service, dans des conditions mettant en danger la vie du récipiendaire. Plus spécifiquement, la médaille d'honneur est accordée pour des actes de bravoure accomplis au-delà du devoir, en toute connaissance du risque couru. Le ruban est une barre verte mouchetée de minuscules étoiles dorées.
- Ruban avec le drapeau américain (American Flag Breast Bar). Il peut être porté par tous les agents auxiliaires.
- Ruban du World Trade Center (World Trade Center Breast Bar). Il peut être porté par tous les agents membres du programme de police auxiliaire au 11 septembre 2001.
- Médaille de bravoure (Award of Valor).
- Médaille du dévouement (Award of Commendation).
- Médaille du mérite (Award of Merit).
- Citation de l'unité (Unit Citation). Le ruban peut être porté par tous les membres de l'unité, l'année où celle-ci a été obtenue.
- Médaille de service de la communauté (Community Service Award). Elle est attribuée à tous les agents ayant effectué 3 000 heures de service dans le programme de police auxiliaire.
- Médaille des 500 heures (500 Hours Award). Elle est attribuée à tous les agents ayant effectué 500 heures de service dans le programme de police auxiliaire.
- Ruban du cinquantenaire de la police auxiliaire (Auxiliary Police 50th Anniversary). Il peut être porté par tous les agents membres de la police auxiliaire en 2000.
- Bouclier pourpre (Purple Shield). Il est attribué, par le département, aux agents blessés ou tués en service commandé.

La Police auxiliaire distingue également l'agent auxiliaire de l'année. En 2009, c'est Christopher Backmon, responsable du recrutement dans le 111e district qui a été ainsi honoré.

## Devise
La devise de la Police auxiliaire du Département de police de la ville de New York, « Fidelis ad Mortem », signifie : « Fidèle jusqu'à la mort ».